# Daniel Rothman
Daniel Abel Rothman (Dresda, 12 gennaio 1929 – Berlino Est, 30 ottobre 1963) è stato uno scrittore e drammaturgo tedesco.
Fin da giovanissimo, mostra un discreto talento per il teatro e la scrittura, che gli permette di frequentare la prestigiosa Accademia d'Arte drammatica “Ernst Busch” di Berlino Est.
Spinto dalla sua passione per il teatro elisabettiano, durante gli anni di studio comincia la stesura del Witz und Beleidigung (Lo scherzo e la beffa) (1958), breve commedia dalle sottili vene rivoluzionarie e anarchiche. L'apice del suo talento è mostrato nell'opera meta-teatrale Scottish Verbrechen (Il delitto scozzese)(1961), rivisitazione della celebre opera di Shakespeare.
Tuttavia, per le sue idee anarchiche, in contrasto con la politica repressiva della Repubblica Democratica Tedesca, non ebbe la possibilità di esibirsi nei principali teatri tedeschi.
Muore suicida in un piccolo appartamento a Berlino Est.
Le notizie su di lui ci sono pervenute solo tramite trascrizioni di colleghi non in forma integrale, rese pubbliche dopo la caduta del muro di Berlino.